# Lydiate

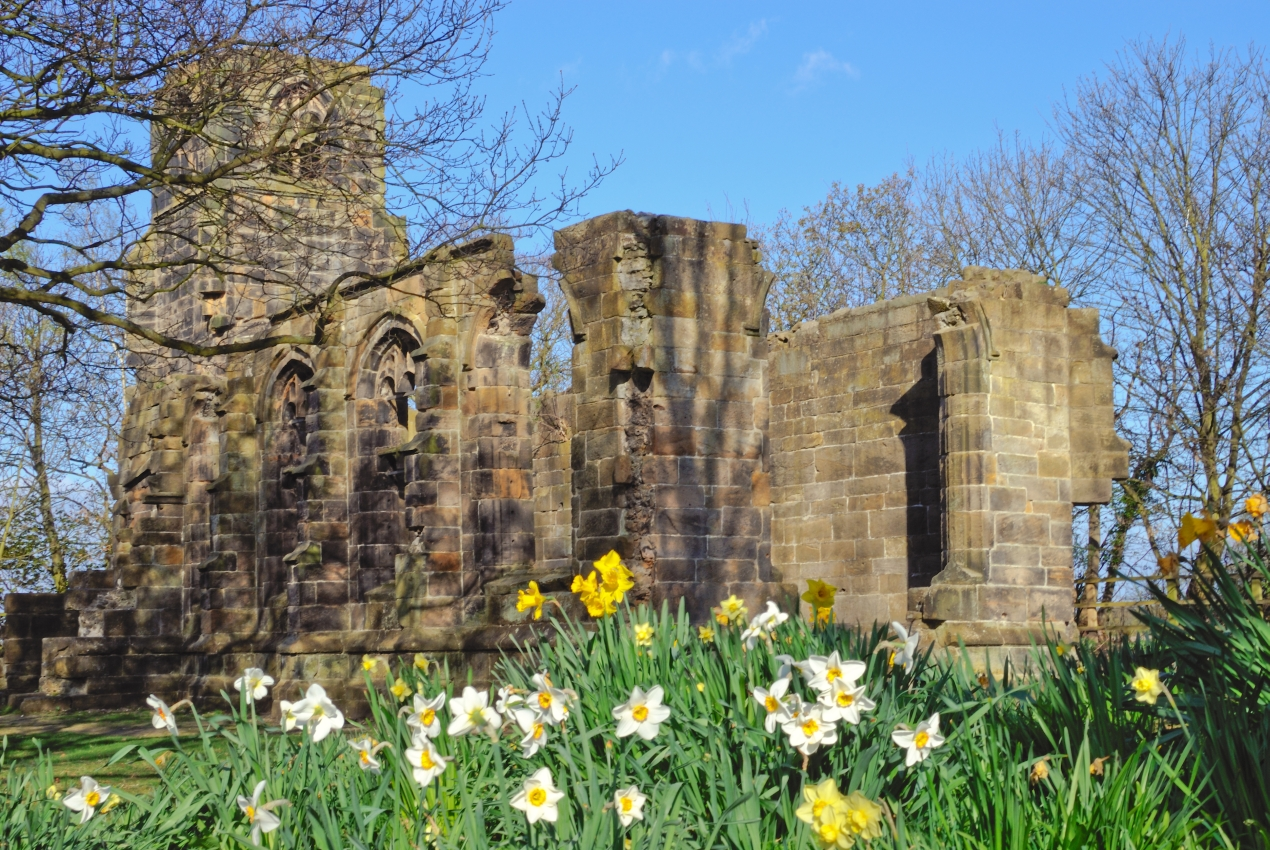
Lydiate: la cappella di Santa Caterina, nota anche come abbazia di Lydiate

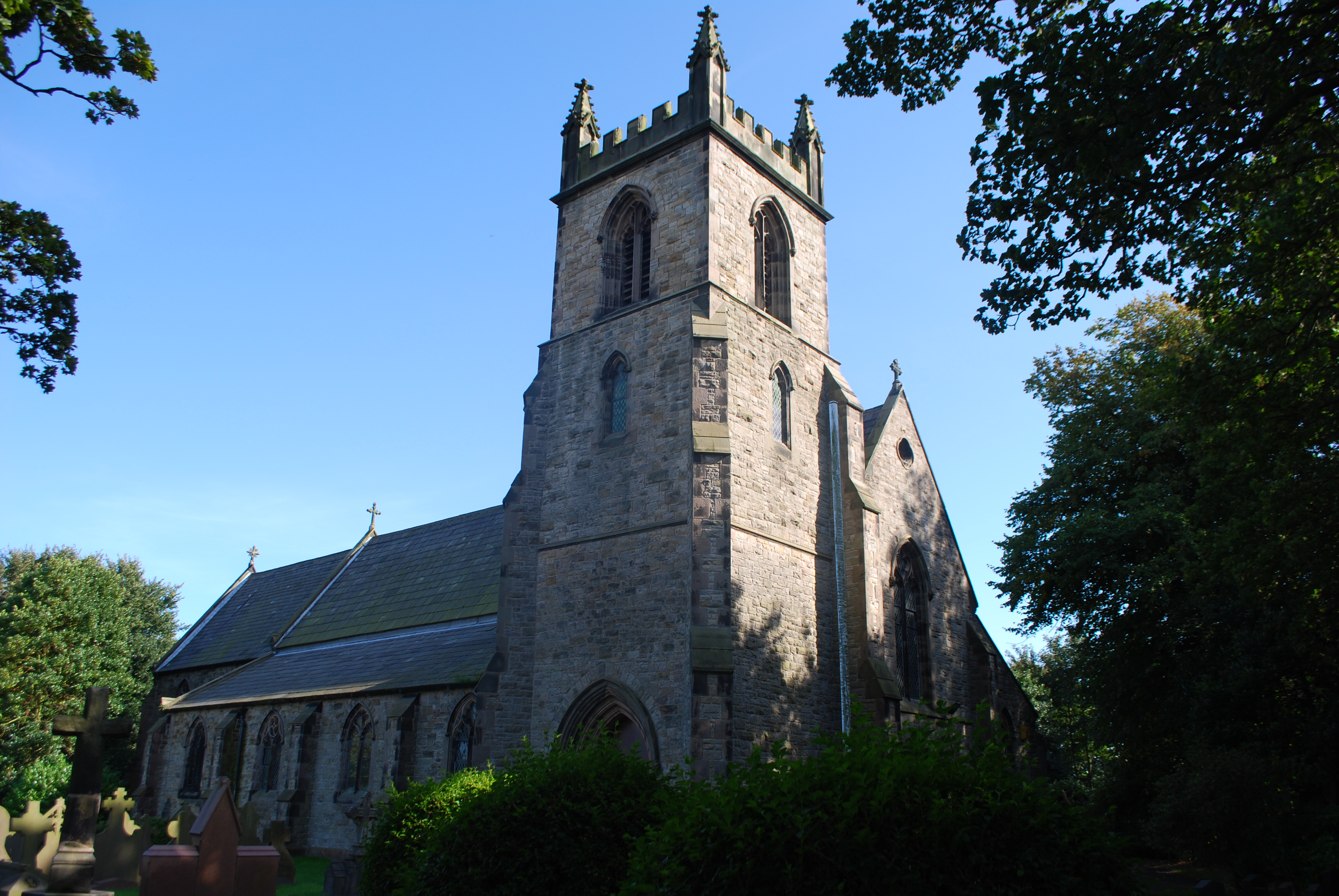
Lydiate: la chiesa di San Tommaso

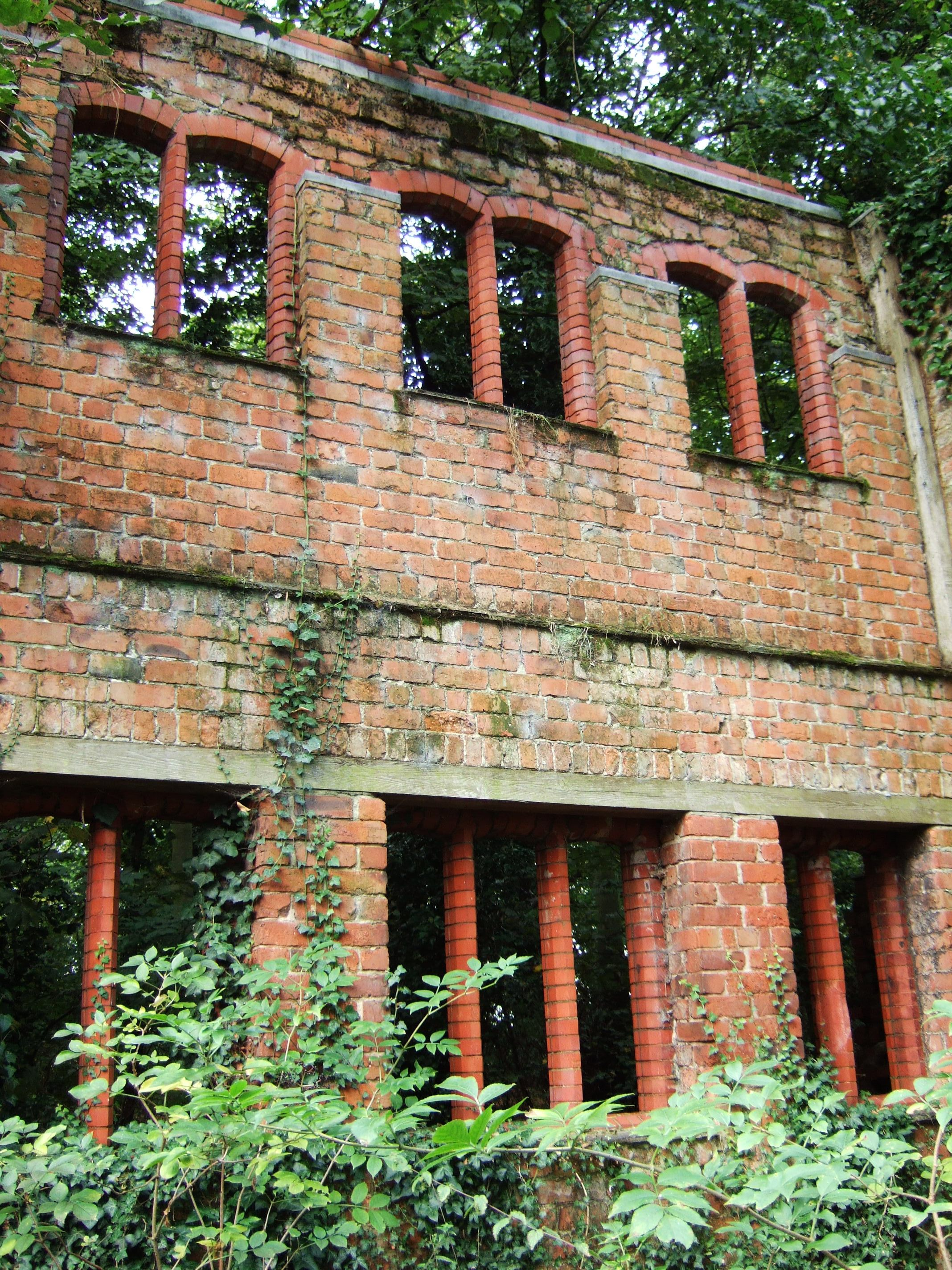
Lydiate: le rovine di Lydiate Hall

Lydiate è un villaggio con status di parrocchia civile dell'Inghilterra nord-occidentale, facente parte della contea del Merseyside e del borgo metropolitano di Sefton e storicamente della contea del Lancashire. L'intera parrocchia civile conta una popolazione di circa 6 200 abitanti.

## Geografia fisica
Lydiate si trova a pochi chilomentri a nord di Liverpool e a sud di Southport, tra le località di Fornby e Kirkby (rispettivamente a sud/sud-est della prima e a nord/nord-ovest della seconda).
L'intera parrocchia civile occupa un'area di 6,596 km².

## Origini del nome
Il toponimo Lydiate deriva dal termine antico inglese hlid-geat, che significa  "cancello a battente".

## Storia
Il villaggio venne fondata dagli Anglosassoni nel corso del VII secolo. In seguito, la località è menzionata come Leiate nel Domesday Book (1086).

## Monumenti e luoghi d'interesse

### Architetture religiose

#### Cappella di Santa Caterina o Abbazia di Lydiate
Il più antico edificio religioso di Lydiate è la cappella di Santa Caterina, nota anche come abbazia di Lydiate, realizzato negli anni settanta del XV secolo per i coniugi Laurence e Katherine Ireland.

#### Chiesa di San Tommaso
Altro storico edificio religioso di Lydiate è la chiesa dedicata a San Tommaso, realizzata tra il 1839 e il 1841 e la cui costruzione è attribuita agli architetti Holmes and Sons.

### Architetture civili

#### Scotch Piper Inn
Altro edificio d'interesse è lo Scotch Piper Inn, un edificio dal tetto di paglia: realizzato probabilmente nel XVI secolo e rimodellato nel XVIII secolo, è considerato il più antico pub della regione storica del Lancashire.

#### Lydiate Hall
Altro edificio d'interesse è Lydiate Hall, un edificio in rovina realizzato tra il XVI, il XVI e il XIX secolo.

#### Church House
Altro edificio d'interesse è poi la Church House, una fattoria risalente al XVII secolo.

## Società

### Evoluzione demografica
Al censimento del 2021, la parrocchia civile di Lydiate contava una popolazione pari a 6190 unità, in maggioranza (3252) di sesso femminile. 6029 erano gli abitanti nativi del Regno Unito e 75 di Paesi dell'Unione Europea.
La popolazione al di sotto dei 18 anni era pari a 1074 (di cui 567 erano in bambini di età inferiore ai 10 anni), mentre la popolazione dai 60 anni in su era pari a 1666 unità (di cui 533 erano le persone dagli 80 anni in su).
La parrocchia civile di Lydiate ha conosciuto un progressivo decremento demografico a partire dal 2001, quando contava 6 672 abitanti. Nel 2011 ne contava 6308.